# Equilibrio dinámico
En química, existe un equilibrio dinámico una vez que una reacción reversible deja de cambiar su relación de reactivos/productos, pero las sustancias se mueven entre los químicos a una tasa igual, lo que significa que no hay cambio neto. Es un ejemplo particular de un sistema en estado estable. En termodinámica, un sistema cerrado está en equilibrio termodinámico cuando las reacciones ocurren a velocidades tales que la composición de la mezcla no cambia con el tiempo. De hecho, las reacciones ocurren, a veces vigorosamente, pero hasta tal punto que no se pueden observar cambios en la composición. Las constantes de equilibrio se pueden expresar en términos de las constantes de velocidad para reacciones elementales. 

## Ejemplos
En una botella de gaseosa nueva, la concentración de dióxido de carbono en la fase líquida tiene un valor particular. Si se vierte la mitad del líquido y se sella la botella, el dióxido de carbono saldrá de la fase líquida a una velocidad cada vez menor y la presión parcial de dióxido de carbono en la fase gaseosa aumentará hasta alcanzar el equilibrio. En ese punto, debido al movimiento térmico, una molécula de {\displaystyle {\ce {CO2}}} puede abandonar la fase líquida, pero en poco tiempo otra molécula de {\displaystyle {\ce {CO2}}} pasará del gas al líquido, y viceversa. En el equilibrio, la tasa de transferencia de {\displaystyle {\ce {CO2}}} del gas a la fase líquida es igual a la tasa de líquido a gas. En este caso, la concentración de equilibrio de {\displaystyle {\ce {CO2}}} en el líquido viene dada por la ley de Henry, que establece que la solubilidad de un gas en un líquido es directamente proporcional a la presión parcial de este gas por encima del líquido. Esta relación se escribe como: 
{\displaystyle c=kp\,}
donde {\displaystyle k} es una constante dependiente de la temperatura, {\displaystyle p} es la presión parcial y {\displaystyle c} es la concentración del gas disuelto en el líquido de este modo, la presión parcial de {\displaystyle {\ce {CO2}}} en el gas ha aumentado hasta se obedece la ley de Henry. La concentración de dióxido de carbono en el líquido ha disminuido y la bebida ha perdido algo de su efervescencia. 
La ley de Henry puede derivarse estableciendo que los potenciales químicos del dióxido de carbono en las dos fases sean iguales entre sí. La igualdad de potencial químico define el equilibrio químico. Otras constantes para el equilibrio dinámico que involucran cambios de fase, incluyen el coeficiente de partición y el producto de solubilidad. La ley de Raoult define la presión de vapor de equilibrio de una solución ideal.
El equilibrio dinámico también puede existir en un sistema monofásico. Un ejemplo simple ocurre con el equilibrio ácido-base, como la disociación del ácido acético, en solución acuosa. 
{\displaystyle {\ce {CH3COOH <=> CH3COO- + H+}}}
En el equilibrio, el cociente de concentración, {\displaystyle K}, la constante de disociación ácida, es constante (sujeto a algunas condiciones) 
{\displaystyle K_{c}=\mathrm {\frac {[CH_{3}COO^{-}][H^{+}]}{[CH_{3}COOH]}} }
En este caso, la reacción hacia adelante implica la liberación de algunos protones de las moléculas de ácido acético y la reacción hacia atrás implica la formación de moléculas de ácido acético cuando un ion acetato acepta un protón. El equilibrio se alcanza cuando la suma de los potenciales químicos de la especie en el lado izquierdo de la expresión de equilibrio es igual a la suma de los potenciales químicos de la especie en el lado derecho. Al mismo tiempo, las tasas de reacciones hacia adelante y hacia atrás son iguales entre sí. Los equilibrios que implican la formación de complejos químicos también son equilibrios dinámicos y las concentraciones se rigen por las constantes de estabilidad de complejos. 
Los equilibrios dinámicos también pueden ocurrir en la fase gaseosa como, por ejemplo, cuando el dióxido de nitrógeno se dimeriza. 
{\displaystyle {\ce {2NO2 <=> N2O4}}}; {\displaystyle K_{p}=\mathrm {\frac {[N_{2}O_{4}]}{[NO_{2}]^{2}}} }
En la fase gaseosa, los corchetes indican presión parcial. Alternativamente, la presión parcial de una sustancia puede escribirse como {\displaystyle P} (sustancia).

## Relación entre el equilibrio y las constantes de velocidad
En una reacción simple como la isomerización: 
{\displaystyle A\rightleftharpoons B}
hay dos reacciones a considerar, la reacción hacia adelante en la cual la especie A se convierte en {\displaystyle B} y la reacción hacia atrás en la que {\displaystyle B} se convierte en A. Si ambas reacciones son reacciones elementales, entonces la velocidad de reacción está dada por
{\displaystyle {\frac {d[A]}{dt}}=-k_{f}[A]_{t}+k_{b}[B]_{t}}
donde {\displaystyle k_{f}} es la constante de velocidad para la reacción hacia adelante y {\displaystyle k_{b}} es la constante de velocidad para la reacción hacia atrás y los corchetes, [..] denotan concentración. Si solo está presente A al tiempo t = 0, con una concentración {\displaystyle [A]_{0}}, la suma de las dos concentraciones, {\displaystyle [A]_{t}} y {\displaystyle {\displaystyle [B]_{t}}}, en el tiempo t, será igual a {\displaystyle [A]_{0}}. 
{\displaystyle {\frac {d[A]}{dt}}=-k_{f}[A]_{t}+k_{b}\left([A]_{0}-[A]_{t}\right)}

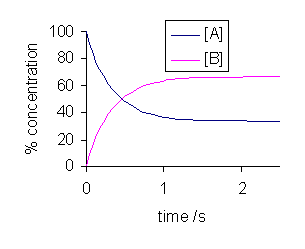
% de concentraciones de especies en la reacción de isomerización. k_{f} = 2 s^{−1}, k_{r} = 1 s^{−1}

La solución a esta ecuación diferencial es 
{\displaystyle [A]_{t}={\frac {k_{b}+k_{f}e^{-\left(k_{f}+k_{b}\right)t}}{k_{f}+k_{b}}}[A]_{0}}
y se ilustra a la derecha.  A medida que el tiempo tiende a infinito, las concentraciones {\displaystyle [A]_{t}} y {\displaystyle {\displaystyle [B]_{t}}} tienden hacia valores constantes. Sea t el infinito, es decir, t → ∞, en la expresión de arriba: 
{\displaystyle [A]_{\infty }={\frac {k_{b}}{k_{f}+k_{b}}}[A]_{0};[B]_{\infty }={\frac {k_{f}}{k_{f}+k_{b}}}[A]_{0}}
En la práctica, los cambios de concentración no serán medibles después de  {\displaystyle t\gtrapprox {\frac {10}{k_{f}+k_{b}}}}. Como las concentraciones no cambian a partir de entonces, son, por definición, concentraciones de equilibrio. Ahora, la constante de equilibrio para la reacción se define como 
{\displaystyle K={\frac {[B]_{eq}}{[A]_{eq}}}}
Se deduce que la constante de equilibrio es numéricamente igual al cociente de las constantes de velocidad. 
{\displaystyle K={\frac {{\frac {k_{f}}{k_{f}+k_{b}}}[A]_{0}}{{\frac {k_{b}}{k_{f}+k_{b}}}[A]_{0}}}={\frac {k_{f}}{k_{b}}}}
En general, pueden ser más de una reacción hacia adelante y más de una reacción hacia atrás. Para una reacción general, la constante de equilibrio global está relacionada con las constantes de velocidad de las reacciones elementales mediante
{\displaystyle K=\left({\frac {k_{f}}{k_{b}}}\right)_{1}\times \left({\frac {k_{f}}{k_{b}}}\right)_{2}\dots }